# Meda fulgida
Meda fulgida è un pesce d'acqua dolce appartenente alla famiglia Cyprinidae, sottofamiglia Leuciscinae, nonché unico rappresentante del genere Meda.

## Distribuzione e habitat
Questa specie è diffusa nel bacino idrografico del fiume Gila in Nordamerica (Nuovo Messico e Arizona), dove abita piccoli torrenti, ruscelli, polle e laghetti con fondali rocciosi e sabbiosi.

## Descrizione
Presenta un corpo sottile e allungato, idrodinamico, compresso ai fianchi; possiede occhi grandi, muso arrotondato, pinne trapezoidali. Il primo raggio della pinna dorsale è spesso e robusto. La livrea prevede un fondo argenteo, con dorso brunastro e ventre argenteo: lungo i fianchi corre una fascia orizzontale giallo dorata, più o meno screziata da minuti e fitti puntini bruni. Le pinne sono tendenzialmente trasparenti o giallo vivo.  

Raggiunge una lunghezza massima di 9 cm.

## Riproduzione
La fecondazione è esterna, le uova sono deposte sul fondo e abbandonate al proprio destino.

## Pericolo di estinzione
Meda fulgida è stata inserita nella Lista Rossa IUCN fin dal 1986, a causa della ridotta area di origine e della competizione con specie aliene introdotte nelle acque dolci dove vive.